# زولتان بالوج (عالم فلك)
زولتان بالوج (بالمجرية: Balog Zoltán)‏ هو عالم فلك مجري، ولد في 1972.